# Holborn
Holborn er et område i central London, der dække den sydøstlige del af London Borough of Camden og er en del af (St Andrew Holborn Below the Bars) of the Warden Farringdon Without i City of London.
Området har rødder i det gamle sogn Holborn, der lå på vestbredden af den nu nedgravede Fleet, der har sit navn fra et alternativt navn for floden. Områder bliver nogle gange beskrevet som en del af West End of London eller det bredere område West London
Floden Fleet har også lagt navn til gaderne Holborn og High Holborn der går fra vestsiden af den tidligere Newgate i London Wall, over Fleet, igennem Holborn og mod Westminster.
Området nyder godt af en central placering, der hjælper med at give det en stærk blandet økonomi. Området er særlig kendt for mange advokater, diamanter centreret omkring Hatton Garden og Great Ormond Street Hospital.